# 大堰乡 (汉源县)
大堰乡，是中华人民共和国四川省雅安市汉源县曾经下辖的一个乡。

## 行政区划
大堰乡撤销前下辖以下地区：
林政村、新林村、同义村、太红村、槽路村和海亭村。